# Johanna van Castilië
Johanna van Castilië (Toledo, 6 november 1479 — Tordesillas, 12 april 1555), bijgenaamd de Waanzinnige (Spaans: Juana la Loca), was de eerste monarch die heerste over zowel het koninkrijk Castilië (1504-1555) als het koninkrijk Aragón (1516-1555), een unie die zou uitgroeien tot hedendaags Spanje. Naast de Spaanse koninkrijken regeerde ze over de koninkrijken Sardinië, Sicilië en Napels in Italië, een uitgestrekt koloniaal rijk in Amerika en de Filipijnen, alsook, door haar huwelijk, over de welvarende Bourgondische Nederlanden, waardoor er Spaanse interesse begon te komen voor de Nederlanden. Zij was de laatste monarch van het Huis Trastámara. Door haar huwelijk met Filips de Schone begon de heerschappij van het Huis Habsburg in Spanje. Zij werd echter gedurende haar lange heerschappij onder het regentschap geplaatst van haar vader, man, inquisiteur of zoon. Ze werd op initiatief van haar vader en troonpretendent voor lange tijd opgesloten in een convent met als reden een psychische aandoening.

## Biografie
Johanna werd geboren in Toledo, haar broers en zussen waren Isabella, Koningin van Portugal; Johan, Prins van Asturië; Maria, Koningin van Portugal en Catharina van Aragon, Koningin van Engeland. Ze kreeg aan het hof de hoogst mogelijke opleiding, zowel in vakken als latijn, litaratuur, kerkelijk en civiel recht, filosofie en wiskunde maar ook in de hofetiquette, muziek, dans, paardrijden en jagen. Ze gold als hoog-intelligent.
Er werd een huwelijk gearrangeerd met Filips de Schone, de inzegening was 20 oktober 1496 in de Sint-Gummaruskerk in Lier. Na de dood van een aantal familieleden, haar enige broer Johan, haar oudste zus Isabella en dier zoon Miguel da Paz, werd zij in 1502 door de Cortes erkend als troonopvolgster van de Spaanse koninkrijken Castilië en Aragón. 

### Huwelijk van Johanna van Castilië en Filips de Schone in 1496
Haar huwelijk vond plaats in 1496 in Lier. Daarbij werd de basis gelegd voor een meer dan tweehonderd jaar durende verbintenis tussen de Nederlanden en Spanje. Het huwelijk was een gebeurtenis op zich. De vloot van 130 schepen vertrok uit Laredo op 30 juli 1496 met bestemming Zeeland. Het was nog nooit gebeurd dat vanuit Spanje een bruid werd uitgestuurd die werd vergezeld door 20.000 personen, onder anderen kamerheren, hofdames, pages, kamervrouwen, lijfknechten, thesauriers, grootmeesteressen en bedienend personeel. Niemand hoefde onderweg honger te lijden. Aan boord waren 85.000 pond gerookt vlees meegenomen, 50.000 haringen, 1000 kippen, 6000 eieren en 400 vaten wijn. Tijdens de twee maanden durende reis gingen er een paar schepen verloren tijdens stormweer. In Antwerpen wachtte Johanna een grandioze ontvangst en een officiële plechtigheid. Op 19 oktober nam zij haar intrek in Lier. De volgende dag arriveerde Filips, die de dagen ervoor met zijn vader in Tirol op jacht was geweest.
Tegen elke hofetiquette in ging het koppel op zoek naar een priester. Toen ze die vonden, beval Johanna hem om hen ter plekke in de echt te verbinden, midden op een Lierse straat. Daarop begaven de jongelui zich naar de voor hen voorziene woning en draaiden de deur achter zich dicht. De volgende dag kwamen zij buiten en werden zij tijdens een luisterrijke plechtigheid voor een tweede keer in de echt verbonden. Het huwelijk werd gevolgd door een hofbal, volksfeesten en een gigantisch banket. Er werd 1200 liter wijn geconsumeerd. De toeschouwers drongen zo dicht opeen dat op zeker ogenblik een brug over de Nete instortte door overbelasting, met als gevolg tal van doden en gewonden.

### Koningin van Castilië, machtsstrijd
Na de dood van haar moeder in november 1504 werd Johanna door erfopvolging koningin van Castilië. Johanna's vader, Ferdinand II, verloor zo zijn koninklijke status als echtgenoot van de koningin, maar weigerde dat te accepteren. Hij liet munten slaan met de inscriptie "Ferdinand en Johanna, Koning en Koningin van Castilië'. Zijn vrouw had hem in haar testament toestemming verleend te regeren als Johanna afwezig was of zelf niet wilde regeren, tot haar rechtmatig erfgenaam de leeftijd van 20 jaar zou hebben bereikt. Ferdinand wist het Castilliaans koninklijk gerechtshof ervan te overtuigen dat Johanna niet in staat was te regeren en te accepteren dat hij bewindvoerder was van het koninkrijk Castilië.
Ook haar man Filips, met achter zich de machtige Habsburgers, accepteerde haar nieuwe status niet. Hij vocht tegen elke bedreiging zelf koning te worden en liet munten slaan met de inscriptie "Filips en Johanna, Koning en Koningin van Castilië, Léon en Aartshertog van Oostenrijk, etc." Het koninklijk gerechtshof zwoer in dit conflict trouw aan Johanna en Filips.

### Waanzinnigverklaring

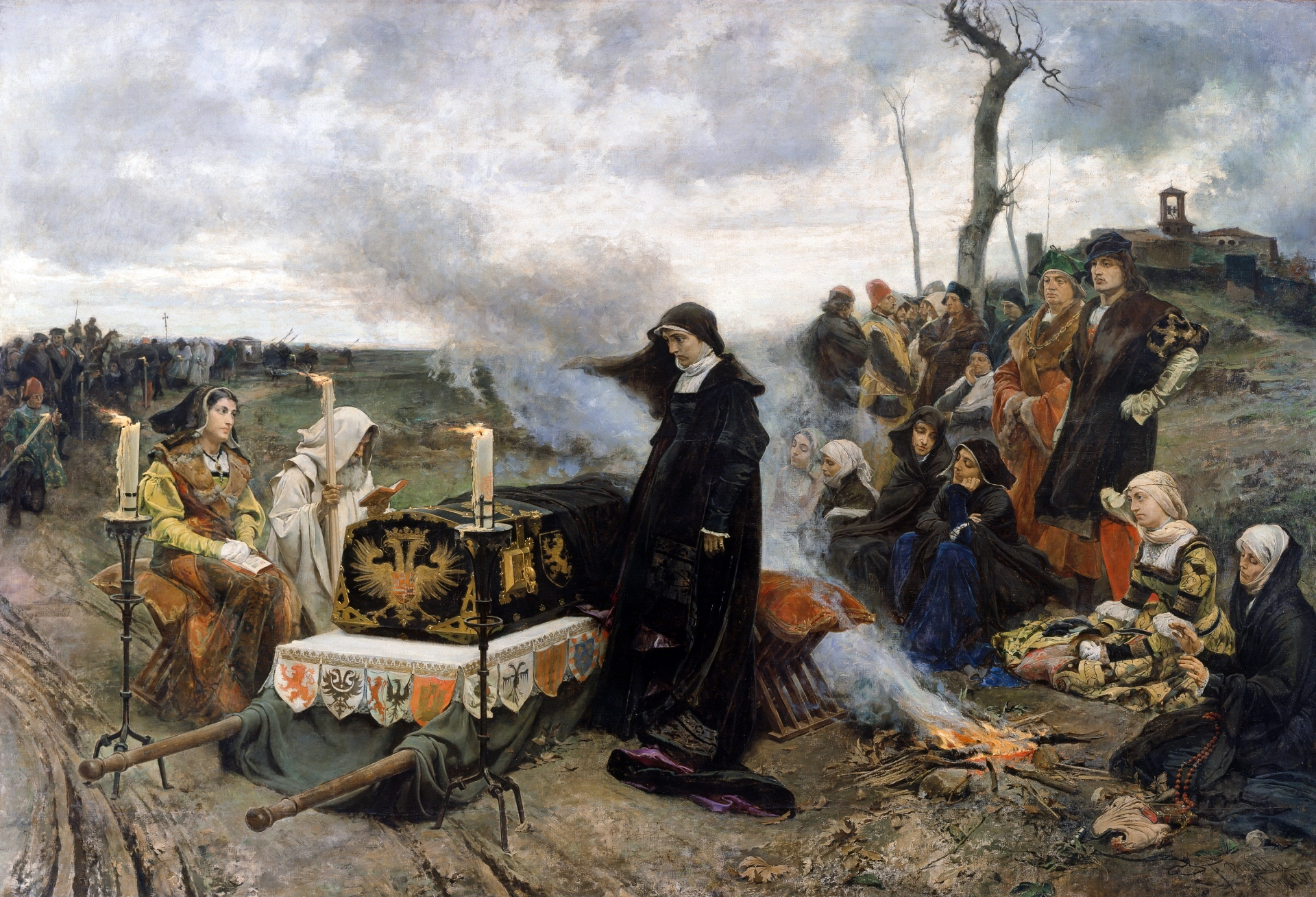
Johanna met de lijkkist van haar man

Tijdens haar verblijf in de Nederlanden, toen zij haar echtgenoot Filips achterna gereisd was, vertoonde Johanna, in de ogen van haar vader, tekenen van opvallend gedrag. In plaats van de frequente ontrouw van haar man discreet te negeren, toonde ze openlijk haar afkeur en ondernam ze pogingen om vrouwen van hem weg te houden. Filips stierf in september 1506, officieel wegens tyfus maar geruchten zeggen dat zijn schoonvader hem vergiftigde. Zijn lijk werd gebalsemd en in een loden kist gelegd die Johanna in haar slaapkamer liet plaatsen. Elke ochtend liet ze de kist openen. Ook als zij op reis ging nam ze het lijk van haar echtgenoot met zich mee. Johanna was zwanger van haar zesde kind, een meisje dat de naam Catharina kreeg en Koningin van Portugal werd. 
Op 20 december 1506, probeerde Johanna in de stad Torquemada in Castilië haar rechten door te zetten om op eigen titel te regeren, als Koningin van Castilië. Haar vader, Ferdinand, wist haar ervan te overtuigen dat Filips moest worden begraven.
Uiteindelijk werd Johanna krankzinnig verklaard en opgesloten in het Santa Clara klooster te Tordesillas, waar zij ook verbleef tijdens het bewind van haar zoon Karel V (in Spanje Karel I). Haar reactie op het overlijden van Miguel da Paz, het kind van haar oudere zus Isabella van Asturië, versterkte de vermoedens over haar geestesziekte.
Hoe ernstig haar “waanzin” werkelijk is geweest valt niet meer vast te stellen. Gezegd moet worden dat de ambitieuze mannen in haar omgeving, haar vader, haar man en later haar zoon, belang hadden bij deze verklaring. Het maakte voor hen de weg vrij naar de Spaanse troon, die haar als opvolgster van haar moeder Isabella toekwam. Tijdens de Opstand van de comunidades in Castilië in 1520 werd zij even door de steden als koningin erkend, maar toen de opstand nog hetzelfde jaar werd onderdrukt, werd zij voorgoed in het Santa Clara klooster opgesloten. Zij leefde in afzondering tot haar dood  in 1555. Officieel is ze steeds koningin van Castilië gebleven.
Het praalgraf en de lijkkisten van Johanna en haar man bevinden zich in de Koninklijke Kapel naast de Kathedraal van Granada.

## Kwartierstaat (voorouders)
| Ferdinand I van Aragon (1380-1416) | Ferdinand I van Aragon (1380-1416) | Ferdinand I van Aragon (1380-1416) | Ferdinand I van Aragon (1380-1416) | Ferdinand I van Aragon (1380-1416) | Ferdinand I van Aragon (1380-1416) | Eleonora Urraca van Castilië (1374-1435) | Eleonora Urraca van Castilië (1374-1435) | Eleonora Urraca van Castilië (1374-1435) | Eleonora Urraca van Castilië (1374-1435) | Eleonora Urraca van Castilië (1374-1435) | Eleonora Urraca van Castilië (1374-1435) |                                     |                                     | Fadrique Enríquez (1390-1473)       | Fadrique Enríquez (1390-1473)       | Fadrique Enríquez (1390-1473) | Fadrique Enríquez (1390-1473) | Fadrique Enríquez (1390-1473) | Fadrique Enríquez (1390-1473) | Mariana Fernández de Córdoba y Ayala (1394-1431) | Mariana Fernández de Córdoba y Ayala (1394-1431) | Mariana Fernández de Córdoba y Ayala (1394-1431) | Mariana Fernández de Córdoba y Ayala (1394-1431) | Mariana Fernández de Córdoba y Ayala (1394-1431) | Mariana Fernández de Córdoba y Ayala (1394-1431) |                                  |                                  | Hendrik III van Castilië (1379-1406) | Hendrik III van Castilië (1379-1406) | Hendrik III van Castilië (1379-1406) | Hendrik III van Castilië (1379-1406) | Hendrik III van Castilië (1379-1406) | Hendrik III van Castilië (1379-1406) | Catharina van Lancaster (1373-1418) | Catharina van Lancaster (1373-1418) | Catharina van Lancaster (1373-1418) | Catharina van Lancaster (1373-1418) | Catharina van Lancaster (1373-1418) | Catharina van Lancaster (1373-1418) |                                     |                                     | Johan van Portugal (1400-1442)      | Johan van Portugal (1400-1442)      | Johan van Portugal (1400-1442)    | Johan van Portugal (1400-1442)    | Johan van Portugal (1400-1442)    | Johan van Portugal (1400-1442)    | Isabella van Bragança (1402-1465) | Isabella van Bragança (1402-1465) | Isabella van Bragança (1402-1465) | Isabella van Bragança (1402-1465) | Isabella van Bragança (1402-1465) | Isabella van Bragança (1402-1465) |  |  |  |  |  |  |  |  |  |  |  |  |  |  |  |  |  |  |  |  |  |  |  |  |  |  |  |  |  |  |  |  |  |  |  |  |  |  |  |  |  |  |  |  |  |  |  |  |
| Ferdinand I van Aragon (1380-1416) | Ferdinand I van Aragon (1380-1416) | Ferdinand I van Aragon (1380-1416) | Ferdinand I van Aragon (1380-1416) | Ferdinand I van Aragon (1380-1416) | Ferdinand I van Aragon (1380-1416) | Eleonora Urraca van Castilië (1374-1435) | Eleonora Urraca van Castilië (1374-1435) | Eleonora Urraca van Castilië (1374-1435) | Eleonora Urraca van Castilië (1374-1435) | Eleonora Urraca van Castilië (1374-1435) | Eleonora Urraca van Castilië (1374-1435) |                                     |                                     | Fadrique Enríquez (1390-1473)       | Fadrique Enríquez (1390-1473)       | Fadrique Enríquez (1390-1473) | Fadrique Enríquez (1390-1473) | Fadrique Enríquez (1390-1473) | Fadrique Enríquez (1390-1473) | Mariana Fernández de Córdoba y Ayala (1394-1431) | Mariana Fernández de Córdoba y Ayala (1394-1431) | Mariana Fernández de Córdoba y Ayala (1394-1431) | Mariana Fernández de Córdoba y Ayala (1394-1431) | Mariana Fernández de Córdoba y Ayala (1394-1431) | Mariana Fernández de Córdoba y Ayala (1394-1431) |                                  |                                  | Hendrik III van Castilië (1379-1406) | Hendrik III van Castilië (1379-1406) | Hendrik III van Castilië (1379-1406) | Hendrik III van Castilië (1379-1406) | Hendrik III van Castilië (1379-1406) | Hendrik III van Castilië (1379-1406) | Catharina van Lancaster (1373-1418) | Catharina van Lancaster (1373-1418) | Catharina van Lancaster (1373-1418) | Catharina van Lancaster (1373-1418) | Catharina van Lancaster (1373-1418) | Catharina van Lancaster (1373-1418) |                                     |                                     | Johan van Portugal (1400-1442)      | Johan van Portugal (1400-1442)      | Johan van Portugal (1400-1442)    | Johan van Portugal (1400-1442)    | Johan van Portugal (1400-1442)    | Johan van Portugal (1400-1442)    | Isabella van Bragança (1402-1465) | Isabella van Bragança (1402-1465) | Isabella van Bragança (1402-1465) | Isabella van Bragança (1402-1465) | Isabella van Bragança (1402-1465) | Isabella van Bragança (1402-1465) |  |  |  |  |  |  |  |  |  |  |  |  |  |  |  |  |  |  |  |  |  |  |  |  |  |  |  |  |  |  |  |  |  |  |  |  |  |  |  |  |  |  |  |  |  |  |  |  |
|                                    |                                    |                                    |                                    |                                    |                                    |                                          |                                          |                                          |                                          |                                          |                                          |                                     |                                     |                                     |                                     |                               |                               |                               |                               |                                                  |                                                  |                                                  |                                                  |                                                  |                                                  |                                  |                                  |                                      |                                      |                                      |                                      |                                      |                                      |                                     |                                     |                                     |                                     |                                     |                                     |                                     |                                     |                                     |                                     |                                   |                                   |                                   |                                   |                                   |                                   |                                   |                                   |                                   |                                   |  |  |  |  |  |  |  |  |  |  |  |  |  |  |  |  |  |  |  |  |  |  |  |  |  |  |  |  |  |  |  |  |  |  |  |  |  |  |  |  |  |  |  |  |  |  |  |  |
|                                    |                                    |                                    |                                    | Johan II van Aragón (1398-1479)    | Johan II van Aragón (1398-1479)    | Johan II van Aragón (1398-1479)          | Johan II van Aragón (1398-1479)          | Johan II van Aragón (1398-1479)          | Johan II van Aragón (1398-1479)          |                                          |                                          |                                     |                                     |                                     |                                     | Johanna Enríquez (1425-1468)  | Johanna Enríquez (1425-1468)  | Johanna Enríquez (1425-1468)  | Johanna Enríquez (1425-1468)  | Johanna Enríquez (1425-1468)                     | Johanna Enríquez (1425-1468)                     |                                                  |                                                  |                                                  |                                                  |                                  |                                  |                                      |                                      |                                      |                                      | Johan II van Castilië (1405-1454)    | Johan II van Castilië (1405-1454)    | Johan II van Castilië (1405-1454)   | Johan II van Castilië (1405-1454)   | Johan II van Castilië (1405-1454)   | Johan II van Castilië (1405-1454)   |                                     |                                     |                                     |                                     |                                     |                                     | Isabella van Portugal (1428-1496) | Isabella van Portugal (1428-1496) | Isabella van Portugal (1428-1496) | Isabella van Portugal (1428-1496) | Isabella van Portugal (1428-1496) | Isabella van Portugal (1428-1496) |                                   |                                   |                                   |                                   |  |  |  |  |  |  |  |  |  |  |  |  |  |  |  |  |  |  |  |  |  |  |  |  |  |  |  |  |  |  |  |  |  |  |  |  |  |  |  |  |  |  |  |  |  |  |  |  |
|                                    |                                    |                                    |                                    | Johan II van Aragón (1398-1479)    | Johan II van Aragón (1398-1479)    | Johan II van Aragón (1398-1479)          | Johan II van Aragón (1398-1479)          | Johan II van Aragón (1398-1479)          | Johan II van Aragón (1398-1479)          |                                          |                                          |                                     |                                     |                                     |                                     | Johanna Enríquez (1425-1468)  | Johanna Enríquez (1425-1468)  | Johanna Enríquez (1425-1468)  | Johanna Enríquez (1425-1468)  | Johanna Enríquez (1425-1468)                     | Johanna Enríquez (1425-1468)                     |                                                  |                                                  |                                                  |                                                  |                                  |                                  |                                      |                                      |                                      |                                      | Johan II van Castilië (1405-1454)    | Johan II van Castilië (1405-1454)    | Johan II van Castilië (1405-1454)   | Johan II van Castilië (1405-1454)   | Johan II van Castilië (1405-1454)   | Johan II van Castilië (1405-1454)   |                                     |                                     |                                     |                                     |                                     |                                     | Isabella van Portugal (1428-1496) | Isabella van Portugal (1428-1496) | Isabella van Portugal (1428-1496) | Isabella van Portugal (1428-1496) | Isabella van Portugal (1428-1496) | Isabella van Portugal (1428-1496) |                                   |                                   |                                   |                                   |  |  |  |  |  |  |  |  |  |  |  |  |  |  |  |  |  |  |  |  |  |  |  |  |  |  |  |  |  |  |  |  |  |  |  |  |  |  |  |  |  |  |  |  |  |  |  |  |
|                                    |                                    |                                    |                                    |                                    |                                    |                                          |                                          |                                          |                                          | Ferdinand II van Aragon (1452-1516)      | Ferdinand II van Aragon (1452-1516)      | Ferdinand II van Aragon (1452-1516) | Ferdinand II van Aragon (1452-1516) | Ferdinand II van Aragon (1452-1516) | Ferdinand II van Aragon (1452-1516) |                               |                               |                               |                               |                                                  |                                                  |                                                  |                                                  |                                                  |                                                  |                                  |                                  |                                      |                                      |                                      |                                      |                                      |                                      |                                     |                                     |                                     |                                     | Isabella I van Castilië (1451-1504) | Isabella I van Castilië (1451-1504) | Isabella I van Castilië (1451-1504) | Isabella I van Castilië (1451-1504) | Isabella I van Castilië (1451-1504) | Isabella I van Castilië (1451-1504) |                                   |                                   |                                   |                                   |                                   |                                   |                                   |                                   |                                   |                                   |  |  |  |  |  |  |  |  |  |  |  |  |  |  |  |  |  |  |  |  |  |  |  |  |  |  |  |  |  |  |  |  |  |  |  |  |  |  |  |  |  |  |  |  |  |  |  |  |
|                                    |                                    |                                    |                                    |                                    |                                    |                                          |                                          |                                          |                                          | Ferdinand II van Aragon (1452-1516)      | Ferdinand II van Aragon (1452-1516)      | Ferdinand II van Aragon (1452-1516) | Ferdinand II van Aragon (1452-1516) | Ferdinand II van Aragon (1452-1516) | Ferdinand II van Aragon (1452-1516) |                               |                               |                               |                               |                                                  |                                                  |                                                  |                                                  |                                                  |                                                  |                                  |                                  |                                      |                                      |                                      |                                      |                                      |                                      |                                     |                                     |                                     |                                     | Isabella I van Castilië (1451-1504) | Isabella I van Castilië (1451-1504) | Isabella I van Castilië (1451-1504) | Isabella I van Castilië (1451-1504) | Isabella I van Castilië (1451-1504) | Isabella I van Castilië (1451-1504) |                                   |                                   |                                   |                                   |                                   |                                   |                                   |                                   |                                   |                                   |  |  |  |  |  |  |  |  |  |  |  |  |  |  |  |  |  |  |  |  |  |  |  |  |  |  |  |  |  |  |  |  |  |  |  |  |  |  |  |  |  |  |  |  |  |  |  |  |
|                                    |                                    |                                    |                                    |                                    |                                    |                                          |                                          |                                          |                                          |                                          |                                          |                                     |                                     |                                     |                                     |                               |                               |                               |                               |                                                  |                                                  |                                                  |                                                  |                                                  |                                                  |                                  |                                  |                                      |                                      |                                      |                                      |                                      |                                      |                                     |                                     |                                     |                                     |                                     |                                     |                                     |                                     |                                     |                                     |                                   |                                   |                                   |                                   |                                   |                                   |                                   |                                   |                                   |                                   |  |  |  |  |  |  |  |  |  |  |  |  |  |  |  |  |  |  |  |  |  |  |  |  |  |  |  |  |  |  |  |  |  |  |  |  |  |  |  |  |  |  |  |  |  |  |  |  |
|                                    |                                    |                                    |                                    |                                    |                                    |                                          |                                          |                                          |                                          |                                          |                                          |                                     |                                     |                                     |                                     |                               |                               |                               |                               |                                                  |                                                  |                                                  |                                                  |                                                  |                                                  |                                  |                                  |                                      |                                      |                                      |                                      |                                      |                                      |                                     |                                     |                                     |                                     |                                     |                                     |                                     |                                     |                                     |                                     |                                   |                                   |                                   |                                   |                                   |                                   |                                   |                                   |                                   |                                   |  |  |  |  |  |  |  |  |  |  |  |  |  |  |  |  |  |  |  |  |  |  |  |  |  |  |  |  |  |  |  |  |  |  |  |  |  |  |  |  |  |  |  |  |  |  |  |  |
|                                    |                                    |                                    |                                    | Isabella van Asturië (1470-1498)   | Isabella van Asturië (1470-1498)   | Isabella van Asturië (1470-1498)         | Isabella van Asturië (1470-1498)         | Isabella van Asturië (1470-1498)         | Isabella van Asturië (1470-1498)         |                                          |                                          |                                     |                                     | Johan van Aragon (1478-1497)        | Johan van Aragon (1478-1497)        | Johan van Aragon (1478-1497)  | Johan van Aragon (1478-1497)  | Johan van Aragon (1478-1497)  | Johan van Aragon (1478-1497)  |                                                  |                                                  |                                                  |                                                  | Johanna van Castilië (1479-1555)                 | Johanna van Castilië (1479-1555)                 | Johanna van Castilië (1479-1555) | Johanna van Castilië (1479-1555) | Johanna van Castilië (1479-1555)     | Johanna van Castilië (1479-1555)     |                                      |                                      |                                      |                                      | Maria van Aragon (1482-1517)        | Maria van Aragon (1482-1517)        | Maria van Aragon (1482-1517)        | Maria van Aragon (1482-1517)        | Maria van Aragon (1482-1517)        | Maria van Aragon (1482-1517)        |                                     |                                     |                                     |                                     | Catharina van Aragon (1485-1536)  | Catharina van Aragon (1485-1536)  | Catharina van Aragon (1485-1536)  | Catharina van Aragon (1485-1536)  | Catharina van Aragon (1485-1536)  | Catharina van Aragon (1485-1536)  |                                   |                                   |                                   |                                   |  |  |  |  |  |  |  |  |  |  |  |  |  |  |  |  |  |  |  |  |  |  |  |  |  |  |  |  |  |  |  |  |  |  |  |  |  |  |  |  |  |  |  |  |  |  |  |  |

## Nageslacht

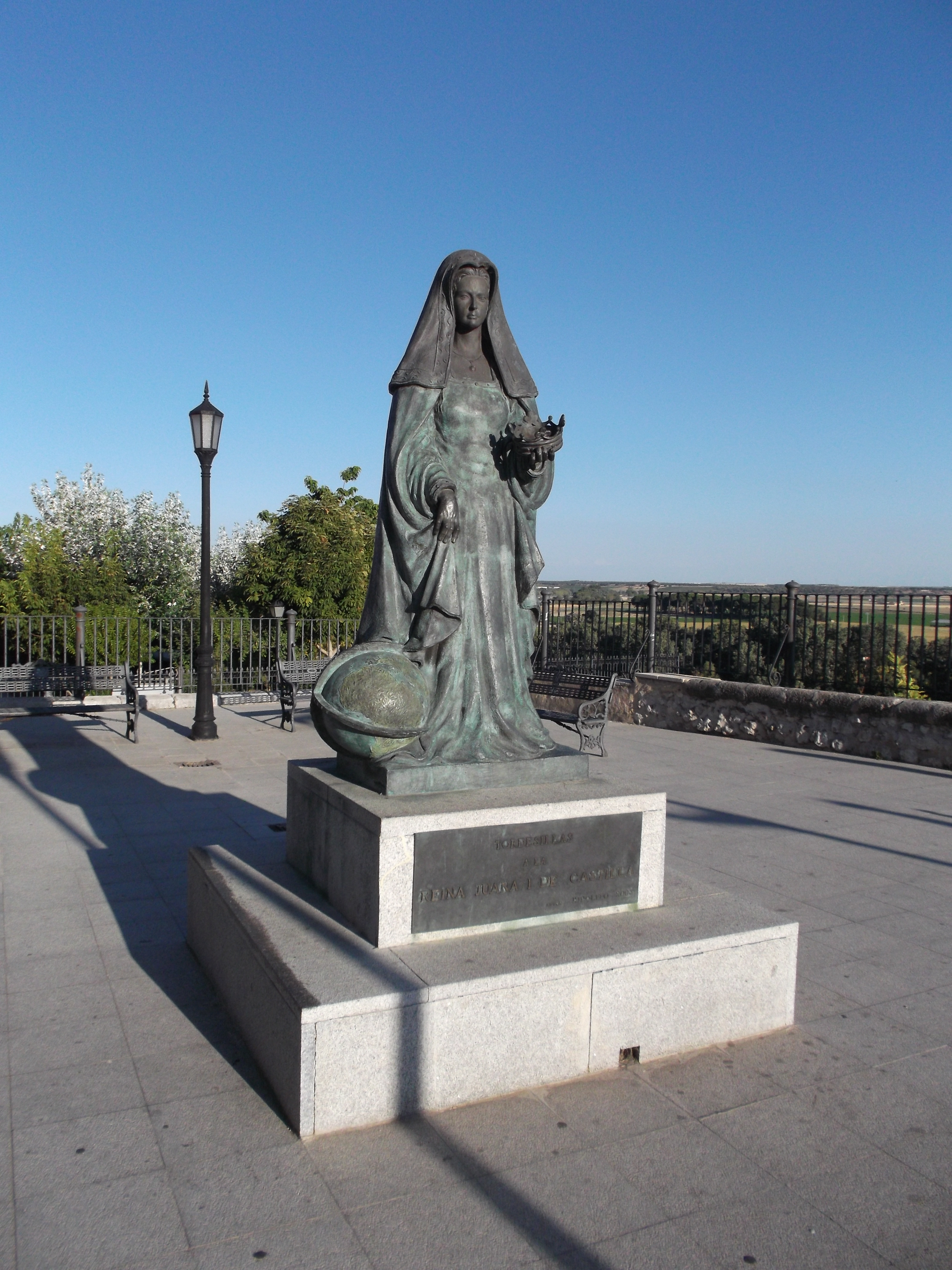
Beeld van Johanna in Tordesillas

Johanna en Filips de Schone hadden zes kinderen:
- Eleonora (15 november 1498 - 25 februari 1558), koningin van Portugal (door haar huwelijk met Emanuel I) en Frankrijk (door haar tweede huwelijk met Frans I van Frankrijk)
- Karel V (24 februari 1500 - 21 september 1558), keizer van het Heilige Roomse Rijk en koning van Spanje, trouwde met Isabella van Portugal
- Isabella (18 juli 1501 - 19 januari 1526), koningin van Denemarken door haar huwelijk met Christiaan II
- Ferdinand I (10 maart 1503 - 25 juli 1564), keizer van het Heilige Roomse Rijk, trouwde met Anna van Bohemen
- Maria (18 september 1505 - 18 oktober 1558), koningin van Hongarije door haar huwelijk met Lodewijk II, vanaf 1530 landvoogdes der Nederlanden
- Catharina (14 januari 1507 - 12 februari 1578) koningin van Portugal door haar huwelijk met Johan III

Johanna de Waanzinnige moet niet verward worden met Johanna van Castilië (1462-1530), in Spanje gekend als Juana la Beltraneja, een prinses van Castilië die door haar huwelijk met Alfons V van Portugal (1432-1481) koningin van Portugal was van 1475 tot 1481.

## Trivia
Het tragische leven van Johanna werd beschreven door de bekende hispanist Johan Brouwer in Johanna de Waanzinnige (Meulenhoff, Amsterdam 1940). In 2001 was dit het onderwerp van de film Juana la Loca van de Spaanse regisseur Vicente Aranda. Voor haar rol van Johanna ontving Pilar López de Ayala een Goya Award. De zanger en dichter Joaquín Sabina bezong het leven van Johanna in zijn lied Juana la Loca (op het album Ruleta rusa uit 1984).

## Historische fictie
- Jan Brans, De gevangene van Tordesillas, 1962, prof. A. Boonprijs van het Davidsfonds, 1962
- Joris Tulkens, Johanna de Waanzinnige, 2011, Davidsfonds Uitgeverij, ISBN 9789063066253.